# Combate de Campo Maior
Combate de Campo (25 de março de 1811) foi um combate ocorrido em Campo Maior, Portugal, entre a cavalaria avançada anglo-portuguesa do brigadeiro-general Robert Ballard Long, do exército britânico comandado por William Carr Beresford, e as forças francesas lideradas pelo general-de-divisão Latour-Maubourg. Bem-sucedidos de início, alguns dos cavaleiros Aliados perseguiram as forças francesas. Devido a informações erradas - as quais referiam que as tropas francesas tinham sido capturadas -, Beresford deu ordem de imobilização às suas forças, o que permitiu que os franceses escapassem e recuperassem um conjunto de peças de artilharia. O resultado da batalha foi a vitória anglo-portuguesa e reconquista de Campo Maior.

## Antecedentes
Durante o Inverno de 1810–1811, o exército francês do marechal André Masséna manteve um cerco ao exército anglo-português de Lord Wellington, que estava aquartelado atrás das Linhas de Torres Vedras, perto de Lisboa. Masséna acabou por ficar sem provisões e retirou-se para Almeida em Março. Entretanto, mais a sul, o marechal Soult montava um cerco a Badajoz a 26 de Janeiro. A fortaleza foi conquistada pelos franceses a 11 de Março.
A 15 de Março, o marechal Édouard Mortier e 4500 tropas do V Corpo, iniciaram um cerco ao Castelo de Campo Maior. O major José Talaya, com uma milícia de 800 portugueses e 50 canhões, defendiam o castelo, localizado a 18 km a noroeste de Badajoz. A força portuguesa conseguiu defender o castelo até 21 de Março, data em que a artilharia francesa quebrou a defesa da fortaleza.
Wellington enviou o marechal-de-campo Beresford com uma força de 18 000 homens para libertar; quando as notícias da queda da cidade chegaram aos Aliados, Beresford continuou o seu avanço com o objectivo de reconquistar Badajoz.

## Combate

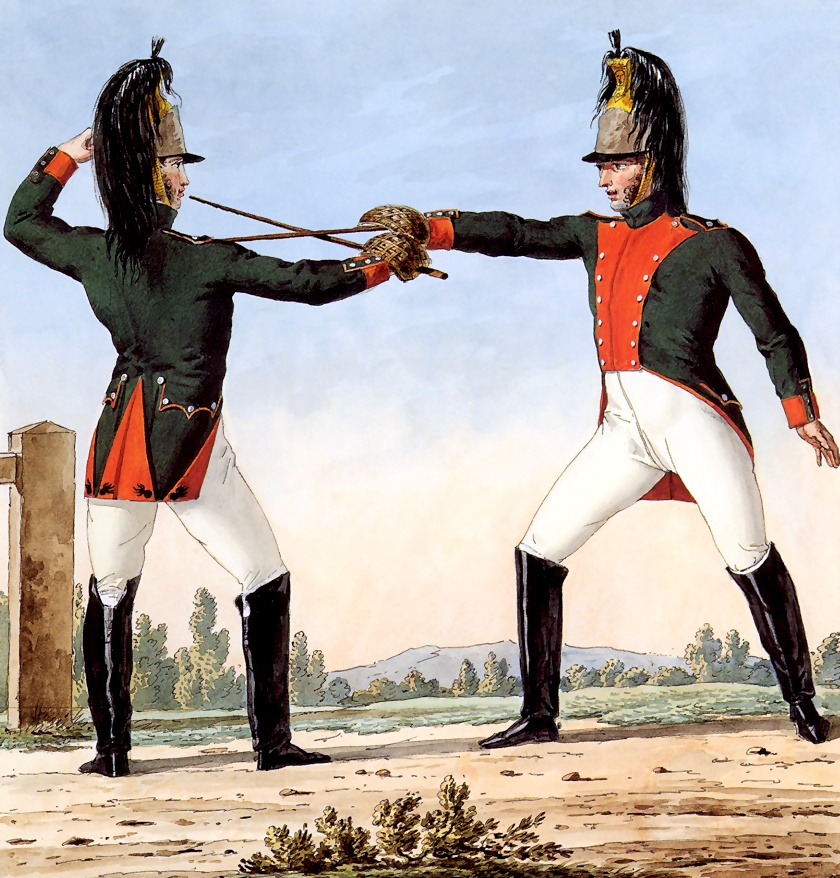
Esquadrão n.º 26 de Dragões

Mortier escolheu Latour-Maubourg para escoltar um comboio de canhões capturados pelos franceses em Campo Maior, local que estavam a abandonar, para irem para Badajoz. A força francesa incluía três batalhões do regimento n.º 100 da Infantaria de Linha, meia bateria de artilharia puxada por cavalos e oito esquadrões de cavalaria: os n.º2 e n.º10 de ussardos, o n.º 26 de Dragões, e um esquadrão espanhol de um regimento cavalaria ligeira, o n.º 4 de Chasseurs a juramentado (pró-francês). Para interceptar a operação francesa, Beresford enviou o brigadeiro-general Long com uma força de quinze esquadrões e meio de cavalaria: uma brigada britânica de cavalaria pesada, uma brigada portuguesa de cavalaria ligeira e um regimento britânico de cavalaria ligeira. As únicas unidades que entraram em acção foram a 13.ª de Deagões Ligeiros, o 1.º e o 7.º regimentos de cavalaria portugueses e parte da bateria de artilharia dos KGL de Cleeves, num total de 700 sabres e dois canhões.
A 25 de Março, Long lançou o 13.º Dragões Ligeiros (dois esquadrões e meio) contra o 26.º Dragões (três esquadrões), com o 7.º Dragões portugueses a cobrir o flanco esquerdo. Os dragões franceses foram derrotados e o o seu oficial comandante, general Chamorin, foi morto. A força de cavalaria francesa que assegurava o apoio, seis esquadrões, foi derrotada e fugiu em direcção a Badajoz. O historiador Sir John Fortescue escreveu, "Sobre o desempenho do Décimo Terceiro, que não tinha mais de 200 homens, na derrota de uma força duas ou três vezes maior, é difícil dizer mais." A cavalaria britânica, seguida pelo 7.º Dragões portugueses, liderados por Loftus Otway, deram início a uma perseguição aos derrotados franceses. Ficaram frente-a-frente com o comboio de 18 peças de artilharia, derrotaram-nos e continuaram por mais de 11 km. De forma surpreendente, alguns dos homens dos Dragões Ligeiros carregaram contra o talude da fortaleza de Badajoz sendo repelidos pela artilharia. A cavalaria francesa saiu da cidade para expulsar os cavaleiros Aliados. Beresford, que tinha recebido um relatório errado que dizia que o 13.º Dragões Ligeiros tinha sido capturado na sua totalidade, cancelou as operações quando dois dos seus canhões tinham iniciado um ataque a uma coluna francesa, a cavalaria pesada britânica estava preparada para investir e a infantaria britânica se aproximava
. A decisão de Beresford de cancelar as operações quando tudo indicava que estavam em posição vantajosa para destruir ou forçar a rendição de toda a coluna francesa, foi vista pelos seus críticos com um sinal de falta de visão militar que, mais tarde na Batalha de Albuera, iria mostrar.
No seguimento das ordens de Beresford, a infantaria francesa continuou o seu caminho, cruzando-se com uma cavalaria ligeira aliada que estava de regresso, recapturando o comboio e seguindo, com sucesso, até Badajoz. No entanto, a cavalaria aliada conseguiu manter um dos canhões capturados, um obus.

## Resultado

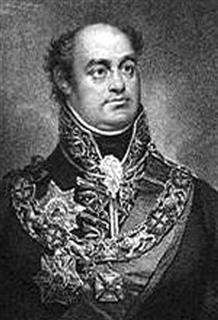
Marechal Beresford

A força francesa de 2400 homens, sofreu 200 baixas, das quais 108 do esquadrão n.º 26 de Dragões, ao que se junta a perda de um canhão. A força Aliada perdeu 168 homens. O esquadrão n.º 13 de Dragões Ligeiros sofreram dez mortos, 27 ferido e 22 capturados. Os regimentos portugueses tiveram 14 mortos, 40 feridos e 55 capturados. O resultado final da batalha foi a recaptura de Campo Maior pela força anglo-portuguesa.
A perseguição à força de Latour-Maubourg fracassou apesar do número superior de homens dos britânicos e dos portugueses. A razão deste fracasso foi, posteriormente, alvo de controvérsia entre os apoiantes do brigadeiro Long e marechal Beresford. O combate da cavalaria em Campo Maior viria a ser um assunto muito controverso. Beresford considerava que Long tinha perdido o controlo da sua cavalaria ligeira. Também dizia que o facto de ele próprio ter assumido o comando da brigada de cavalaria pesada, tinha prevenido que Long tivesses dado ordens para um ataque à infantaria francesa, o qual teria sido desastroso. Long tinha a opinião, sendo apoiado pelo historiador Sir William Napier, de que se Beresford tivesse enviado a brigada britânica de dragões pesados, teria sido capaz de repelir a restante cavalaria francesa (dois esquadrões que não tinham sido atacados pelo 13.º de Dragões Ligeiros), que apoiava a sua infantaria e,  consequentemente, forçar a infantaria francesa a render-se.
Outros três incidentes onde a cavalaria de Wellington atacou sem coordenação foram os do regimento n.º 20 de Dragões na Batalha do Vimeiro; do regimento n.º 23 de Dragões Ligeiros na Batalha de Talavera; e da brigada de Sir John Slade na Batalha de Maguilla. A operação seguinte, teria lugar no sector sul, na Batalha de Albuera.

## Rescaldo
Wellington, depois de receber o relatório de Beresford sobre o combate em Campo Maior, emitiu uma nota em que repreendia o 13.º Dragões Ligeiros, lhes chamava "uma turba" e ameaçava de lhes tirar os cavalos e os enviar para prestar serviço em Lisboa. Os oficiais do regimento responderam a Wellington detalhando a acção. Wellington terá respondido que, se soubesse o que realmente se tinha passado, jamais teria emitido tal reprimenda. A publicação da história da Guerra Peninsular de Napier' nos anos 1830, relançou a controvérsia sobre Campo Maior, e deu origem a uma campanha insultuosa entre Napier e o sobrinho de Long, de um lado, e Beresford e seus apoiantes, por outro.